# Чебурин, Владимир Николаевич
Влади́мир Никола́евич Чебу́рин (род. 7 июня 1965, Караганда, Казахская ССР, СССР) — советский футболист и казахстанский футбольный тренер.

## Биография
Родился в Караганде, где начал свою футбольную деятельность как игрок местного «Шахтёра» (Класс «А», вторая лига). В 1982—1983 гг. команда становилась чемпионом 8 зоны второй лиги и пыталась пробиться в Первую лигу к алматинскому «Кайрату» — лучшей команде Казахской ССР.
Попутно окончил Карагандинский педагогический институт (1983—1987). В 1985 году был призван в ряды Советской армии вместе с командой самых лучших гандболистов Казахстана. Служба проходила на космодроме Байконур.  Однако в 1989-м был вынужден закончить карьеру игрока из-за травм.
В 2000—2006 гг. тренировал коллективы физической культуры, участвовавшие в первенстве Карагандинской области. В 2007 его пригласили тренировать фарм-клуб «Шахтёра». Через год он — тренер основного состава и одновременно молодёжной сборной Казахстана (U-21). В 2008 — и. о. главного тренера клуба и в январе 2009 года назначен главным тренером «Шахтёра». И в первом же его сезоне клуб завоевал бронзовые медали чемпионата Казахстана 2009 и вышел в финал Кубка Казахстана. Но в сезоне 2010 команда сбавила ход, заняла только 6 место и Чебурина отправили в отставку.
Весной 2011 тренер принял «Окжетпес», вылетевший в Первую лигу. И уверенно со 2-го места вывел клуб обратно в Премьер-лигу. Но требовательный Чебурин не устроил ведущих игроков и они вынудили руководство заменить тренера. Однако, когда команда упала на последнее место, пришлось заменить уже всё руководство и в мае 2012 специалиста вернули обратно. Но спасти положение уже не удалось.
В феврале 2014 принял литовский клуб «Круоя» и впервые в истории привёл его к серебряным медалям.
И в декабре 2014 его вновь призвали в «Шахтёр». Фактически снова создал команду после ухода Виктора Кумыкова, сыгранности не хватало, но руководство требовало немедленных результатов и уже в мае 2015 Чебурин подал в отставку.
В 2016 вернулся в Литву и в сентябре возглавил клуб «Судува» из городка Мариямполе. И повторил историю 7-летней давности — впервые за пять лет привёл команду к бронзовым медалям и вывел в финал Кубка Литвы. А в 2017 году наконец прервал «эпоху» вильнюсского «Жальгириса», впервые завоевав с «Судувой» золотые медали чемпионата Литвы. Также «Судува» в квалификации Лиги Европы УЕФА 2017/2018 побила белорусский «Шахтёр» (2:1, 0:0), латвийский клуб «Лиепая» (0:1, 2:0), швейцарский «Сьон» (3:0, 1:1) и добралась до плей-офф турнира (четвёртый квалификационный раунд), где по сумме двух матчей уступила чемпиону Болгарии «Лудогорецу» (0:0, 0:2) и заработала от УЕФА 900 тыс. евро.
В феврале 2018 «Судува» стала обладателем Суперкубка Литвы, разгромив «Кауно Жальгирис» (5:0). А затем повторила свой успех, вновь став чемпионом страны. Впервые выступая в Лиге чемпионов УЕФА, «Судува» выбила в квалификации кипрский АПОЭЛ (3:1, 0:1), но проиграла сербской «Црвене Звезде» (0:2, 0:3). В третьем квалификационном раунде Лиги Европы УЕФА 2018/2019 обыграла латвийский «Спартак» (0:0, 1:0), но в раунде плей-офф уступила шотландскому «Селтику» (1:1, 0:3).
В феврале 2019 «Судува» вновь выиграла Суперкубок Литвы по футболу у вильнюсского «Жальгириса» (2:0). А в марте взяла отличный старт в чемпионате с тремя победами подряд с общим счётом 8:1.

## Достижения в качестве тренера

### Командные
«Шахтёр» (Караганда)
- Бронзовый призёр чемпионата Казахстана: 2009
- Финалист Кубка Казахстана: 2009

«Окжетпес»
- Серебряный призёр Первой лиги Казахстана: 2011

«Круоя»
- Серебряный призёр чемпионата Литвы: 2014

«Судува»
- Чемпион Литвы (3): 2017, 2018, 2019
- Бронзовый призёр чемпионата Литвы: 2016
- Финалист Кубка Литвы: 2016
- Суперкубок Литвы (2): 2018, 2019.

«Жальгирис»
- Чемпион Литвы (3): 2021, 2022, 2024
- Серебряный призёр чемпионата Литвы: 2023
- Обладатель Кубка Литвы (2): 2021, 2022

### Личные достижения
Тренер года в Литве: 2017, 2018, 2019